# توماس جونز (كاتب)
كان توماس جونز، عضو الجمعية الملكية، (1 سبتمبر 1748-23 أبريل 1816) عضوًا في البرلمان البريطاني، ومهندسًا للمواقع، ومزارعًا، وطابعًا، وكاتبًا، ومحسنًا اجتماعيًا. اشتهر بتطويره لملكية هافود في ويلز.
وُلِدَ جونز في لودلو بشروبشاير في إنجلترا، وانتقل من منزل عائلته في قلعة كروفت إلى منطقة معزولة بالقرب من كوميستويث بكارديغن في ويلز؛ وبدأ حياته العملية من خلال بناء كنيسة للمستأجرين المحليين، ومدرسة، وحدائق رائعة، وممرات وجسور.
أجرى جونز تجارب في تربية الأغنام والماشية، وزراعة محاصيل جديدة، وإنشاء مصنع ألبان مزدهر، وزرع الأشجار بكميات كبيرة في الأراضي التي تعتبر غير صالحة للزراعة؛ وحصل على وسام الجمعية الملكية للفنون خمس مرات لجهوده في زراعة الأشجار. شجع مستأجريه على تحسين ممارساتهم الزراعية عندما نشر كتاب نصيحة مالك كارديغنشير لمستأجريه في عام 1800، مع ترجمة ويلزية، وقدم جوائز للمحاصيل الجيدة. كان أيضًا أحد الداعمين الرئيسيين لجمعية كارديغنشير الزراعية، التي تأسست في عام 1784، وكرس ثروته بأكملها لتحسين ملكية هافود.

## الحياة السياسية
انتُخِبَ جونز عضوًا في البرلمان عن منطقة كارديغن بعد عام واحد من عودته من جولته في أوروبا في عام 1774. انتُخِبَ أيضًا نائبًا عن رادنورشير في أعوام 1780، و1784، و1790، و1795، وعن كارديغنشير في 1796، و1802، و1806، و1807، و1821. شغل أيضًا منصب اللورد الملازم لكارديغنشير منذ عام 1800 حتى وفاته في عام 1816، وحصل على ترقية من منصب ضابط ميليشيا إلى رتبة كولونيل بريفيه في الجيش، وانتُخِبَ زميلًا في الجمعية الملكية في عام 1800.
ترك جونز مقعده في منطقة كارديغن في عام 1780 احترامًا لوالده الذي توفي حينها، ورشّح نفسه لمقعد مقاطعة رادنور، ولكن هذه الخطوة أدخلته في سباق انتخابي ثاني. عارضه والتر ويليامز، إسكواير ميسكلاف، ولكنه أُعيد إلى البرلمان بعد معركة حامية.
ارتبطت توجهات توماس جونز السياسية في تلك الفترة بشكل وثيق بالحكومة، وربطته علاقة صداقة قوية برئيس الوزراء فريديريك نورث، وتشاركا في وجهات النظر السياسية. قال المؤرخ الشهير غيبون إن جونز أعطى صوته للكثيرين بصمت، ولكن بصدق، لصالح الحرب الأمريكية، وكان إخلاصه هو مكافأته، فعُيِّنَ مراقبًا لدى صاحب الجلالة لإمارة ويلز في عام 1781، وكان هذا المنصب في الواقع وظيفة مريحة ذات راتب عالٍ، ولكنه ألغي بعد بضع سنوات بموجب مشروع قانون الإصلاح، ولكن، وبمجاملة خاصة تُمارس عادة في مثل هذه الحالات، وبفضل تدخل قوي من صديقه المقرب اللورد المستشار ثورلو، تأجل إلغاء المنصب حتى وفاة شاغله الحالي.
تمكن المستشار من تأمين هذا المنصب لجونز مدى الحياة في مكتب مراقب إيرادات الأراضي في جنوب ويلز، من خلال معارضة مباشرة لتقرير لجنة مجلس العموم، وقيل إن الآخر، بصفته عضوًا في ذلك المجلس، ساهم في المقابل، من خلال تصويته وتأثيره في الوكالة الرجعية الممنوحة بموجب قانون برلماني لصديقه النبيل، في معارضة صريحة لرغبات السيد فوكس، الذي كان جونز قد تحالف معه سياسيًا مؤخرًا.

## ملكية هافود أوتشتريد
عُرِفَت هافود أوتشتريد (أي المكان الصيفي لأوكتريد، وهو اسم مستعار من الكلمة الإنجليزية أوغتريد) لأول مرة في القرن السادس عشر كمزرعة في كوميستويث، وهي إحدى مزارع دير ستراتا فلوريدا في وادي أفون يستويث، حيث المراعي محاطة بالتلال العالية في كارديغن الحالية بالقرب من جبال كامبريان في وسط ويلز. أصبحت المزرعة مركزًا لملكية (ملكية هافود) بعد حلّ الأديرة، ويملكها أشخاص من عائلة هربرت. انتقلت الملكية عن طريق زواج وريثة عائلة هربرت إلى عائلة جونز من لانفير كلايدوغاو ودولوكوثي.
ورث توماس جونز ملكية هافود عن والده في عام 1780، كما جرت العادة في العائلات المالكة للأراضي. أُذهِل جونز بالجمال الوعر للمنطقة أثناء زيارته الأولى لهافود وويلز، ولكنه غيّر رأيه عند انتقاله إليها في عام 1783، فوجدها في حالة سيئة، ونصف مدمرة، وتحيط بها أراضي مرتفعات ويلز التي تبلغ مساحتها 10 آلاف فدان (40 كيلومتر مربع)، ويسكنها مستأجرون جائعون يعيشون في ظروف سيئة. نقل جونز المستأجرين من الأكواخ إلى المنازل، ووظف العديد منهم في زراعة الأشجار. تمتّع جونز برؤية ثاقبة ونهج عملي في إدارة الملكية.

### القصر
بنى جونز قصرًا جديدًا في هافود في عام 1785 بعد هدم ما بُني من قصر هربرت، وذلك بالاعتماد على تصميمات توماس بالدوين من باث على الطراز القوطي؛ وجمع العديد من الكتب النادرة والقيّمة عن التاريخ الطبيعي والمخطوطات باللغات الويلزية والفرنسية واللاتينية، والتي تضمنت أيضًا العديد من كتب إدوارد لويد والعديد من المخطوطات والطبعات المطبوعة من السجلات الفرنسية في أواخر العصور الوسطى.
اندلع حريق أدى إلى تدمير القصر بالكامل بما في ذلك محتويات المكتبة في 13 مارس 1807. كان جونز في لندن لحضور جلسات البرلمان عندما سمع الأخبار بأن زوجته وابنته نجتا من الحريق، وانتقلت العائلة إلى منزل مستأجر في كاسل هيل بالقرب من آبريستويث. عُيِّنَ بالدوين من باث مرة أخرى مهندسًا معماريًا لإعادة بناء القصر، وبدأ بذلك في الأول من سبتمبر من ذلك العام، في عيد ميلاد جونز، ووافق المقاولون على دفع غرامة مالية باهظة إذا لم ينتهي بناء القصر بحلول عيد الميلاد.
شرع جونز في استبدال أثاث المنزل المدمر أثناء انتظاره الانتقال إلى المنزل الجديد، فاشترى العديد من المفروشات من القصر البالادي المعروف باسم فونتيل سبليندنز، الذي يملكه ويليام توماس بيكفورد، واشترى أيضًا أبواب زجاجية فرنسية داخلية وعدد من قطع أغطية المداخن، واحتُفِظَ بهذه العناصر في هافود حتى اكتمال بناء القصر. غادرت العائلة كاسل هيل خلال فترة البناء لزيارة لندن واسكتلندا، وكانوا يعودون كل عام ليجدوا المنزل غير مكتمل. استمرت تأخيرات البناء حتى بقي جونز في ويلز وأصبحت زياراته أسبوعية، وأشرف شخصيًا على تقدم عملية البناء. استغرق المشروع بأكمله ثلاث سنوات حتى اكتماله.

## كنيسة إيغلويس نيويد
عيّن جونز في عام 1803 المهندس المعماري الشهير جيمس ويات، الذي صمم برج برودواي ودير فونتيل، لتصميم كنيسة جديدة للملكية لتحل محل الكنيسة القائمة التي أنشأها ويليام هربرت في عام 1620، والذي أصبحت مهجورة ومهملة.
صمم ويات الكنيسة على الطراز القوطي على شكل صليب متساوي الأضلاع مع برج مربع في الطرف الغربي، ويوجد في وسط الصليب حوض تعميد مزخرف مصنوع من حجر صناعي، ويرتكز على عمود ثماني الأضلاع، ويحمل أحد جوانب الحوض شعار عائلة جونز، بينما تزين وجوه العمود تماثيل تجسد الفضائل الأساسية. تحتوي الكنيسة في الجناح الشمالي على لوحة للرسام فوسيلي تصور المسيح وتلميذي عمواس، وذلك بالإضافة إلى نافذة جنوبية من زجاج فلمنكي قديم ملون ومطلي من عصر النهضة، كانت موجودة سابقًا في كنيسة كارديغن بريوري، والتي نقلها جونز إلى كنيسته في هافود. تحطمت النافذة بحريق في عام 1932، وجُمِعَت أجزائها المتناثرة.
تحتوي مقبرة الكنيسة على رفات العديد من أفراد عائلة هربرت، حيث شُيِّدت لهم شواهد قبور. دُمِّرَ نصب تذكاري نحته فرانسيس ليغات شانتري، في حريق عام 1932، والذي كان قد شيده تخليدًا لذكرى الراحلة الآنسة جونز، والذي صورها مع والديها الحزينين، وذلك بعد أن وجّه أحد رجال الإطفاء الماء عليه بحسن نية مما تسبب في تحطمه.
تُعرف الكنيسة اليوم باسم كنيسة هافود، وتقع داخل مقر كاهن لانافان بآبريستويث، وما تزال تقام الصلوات في الكنيسة كل أسبوعين باللغتين الإنجليزية والويلزية.